# 2007 في الاتحاد الأوروبي
الأحداث من عام 2007 في الاتحاد الأوروبي.

## الحكم
- رئيس المفوضية - خوسيه مانويل باروسو ، حزب الشعب
- رئاسة المجلس - ألمانيا (كانون الثاني- حزيران) والبرتغال (تموز- كانون الأول)
- رئيس البرلمان - جوزيب بوريل ، اشتراكيون (حتى 16 كانون الثاني). هانز جيرت بوترينج، حزب الشعب
- الممثل السامي - خافيير سولانا ، الاشتراكيون

## الأحداث
- 1 كانون الثاني - انضمت بلغاريا ورومانيا إلى الاتحاد الأوروبي.[1]
- 1 كانون الثاني - اعتمدت سلوفينيا اليورو عملة رسمية لها ، لتحل محل التولار.[2]
- 1 كانون الثاني - أصبحت اللغة الأيرلندية اللغة الرسمية رقم 23 في الاتحاد الأوروبي.[3]
- 1 كانون الثاني - ألمانيا تتولى رئاسة الاتحاد الأوروبي.[4]
- 9 كانون الثاني - يشكل أعضاء البرلمان الأوروبي من أقصى اليمين مجموعة سياسية تسمى الهوية والتقاليد والسيادة.[5]
- 25 آذار - وقع إعلان برلين بمناسبة الذكرى الخمسين لمعاهدة روما.
- 1 حزيران - دخل توجيه "ريتش" ، الموصوف بأنه «أهم جزء في تشريع الاتحاد الأوروبي لمدة 20 عامًا» ، حيز التنفيذ.[6]
- 23 حزيران - وافق قادة الاتحاد الأوروبي على معاهدة الإصلاح (التي سميت لاحقًا بمعاهدة لشبونة) لتحل محل المعاهدة المؤسسة لدستور لأوروبا التي رفضها الناخبون الهولنديون والفرنسيون في الاستفتاءات.[7]
- 1 تموز - البرتغال تتسلم الرئاسة من ألمانيا.[4]
- 23 تموز - انطلاق المؤتمر الحكومي الدولي حول معاهدة لشبونة.[8]
- 13 كانون الأول 2007 - توقيع معاهدة لشبونة
- 21 كانون الأول - نفذت جمهورية التشيك وإستونيا والمجر ولاتفيا وليتوانيا ومالطا وبولندا وسلوفاكيا وسلوفينيا اتفاقية الشينجن للحدود البرية والموانئ البحرية.[9]